# Stensjö, Småland
Stensjö är en sjö i Vaggeryds kommun i Småland och ingår i Lagans huvudavrinningsområde. Sjön är 7,8 meter djup, har en yta på 0,189 kvadratkilometer och befinner sig 255,5 meter över havet. Sjön avvattnas av vattendraget Bolmån (Ulvhultsån).

## Delavrinningsområde
Stensjö ingår i det delavrinningsområde (637845-139057) som SMHI kallar för Utloppet av Ryasjön. Medelhöjden är 271 meter över havet och ytan är 21,49 kvadratkilometer. Räknas de 5 delavrinningsområdena uppströms in blir den ackumulerade arean 32,54 kvadratkilometer. Bolmån (Ulvhultsån) som avvattnar avrinningsområdet har biflödesordning 2, vilket innebär att vattnet flödar genom totalt 2 vattendrag innan det når havet efter 227 kilometer. Delavrinningsområdet består mestadels av skog (75 %) och sankmarker (12 %). Avrinningsområdet har 1,98 kvadratkilometer vattenytor vilket ger det en sjöprocent på 9,2 %.